# 強齒袋鼠屬
強齒袋鼠屬為已滅絕的有袋類，是現存麝袋鼠的近親，化石主要出土於漸新世晚期至中新世時期位於遠北昆士蘭的里弗斯利地區。目前發現的化石包括兩具幾乎完整的全身骨架，以及部分上下顎。
由於強齒袋鼠屬成年個體的頰齒具有帶鋸齒的切割面，科學家認為牠們的食性屬肉食性，或是偏向肉食的雜食性。

## 分類學

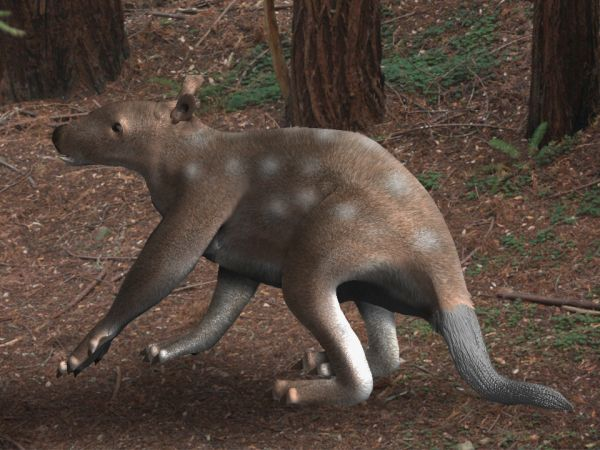
死神強齒袋鼠（E. ima）復原圖

強齒袋鼠屬與其模式種死神強齒袋鼠最早於1985年由麥可‧阿徹與提姆·富蘭納瑞發表命名。最初被認為屬於鼠袋鼠科，但在之後與其近親麝袋鼠一同被歸入麝袋鼠科。
強齒袋鼠屬的學名Ekaltadeta源自於麥克唐奈爾山脈地區原住民的語言，是由ekalta（強壯的）與eta（牙齒）所組成，種小名ima意思則為「宣判死亡」。